# Afroperlodes lecerfi
Afroperlodes lecerfi är en bäcksländeart som först beskrevs av Navás 1929.  Afroperlodes lecerfi ingår i släktet Afroperlodes och familjen rovbäcksländor. Inga underarter finns listade i Catalogue of Life.